# 2 Pomorska Dywizja Zmechanizowana
2 Pomorska Dywizja Zmechanizowana im. gen. Jana Henryka Dąbrowskiego (2 DZ) – związek taktyczny Wojsk Zmechanizowanych Sił Zbrojnych Rzeczypospolitej Polskiej.

## Formowanie i zmiany organizacyjne
W 1989 roku 20 Warszawska Dywizja Pancerna ze Szczecinka została przeformowana w dywizję zmechanizowaną. Dywizja oraz podporządkowane oddziały przyjęła numer i tradycje rozformowanej 2 Warszawskiej Dywizji Zmechanizowanej z Nysy. Decyzją Ministra Obrony Narodowej z 4 listopada 1994 roku nadano dywizji nazwę wyróżniającą „Pomorska” oraz imię generała Jana Henryka Dąbrowskiego
W 1995 roku dywizja została przeformowana na nowe etaty, przechodząc z dotychczasowej struktury pułkowej na strukturę brygadową. 
W wyniku kolejnych zmian restrukturyzacyjnych w Wojsku Polskim, w terminie do 31 grudnia 1998 roku dywizja została rozformowana.

## Struktura organizacyjna
| Struktura organizacyjna dywizji | Struktura organizacyjna dywizji | Struktura organizacyjna dywizji       | Struktura organizacyjna dywizji    | Struktura organizacyjna dywizji |
| Miejsce stacjonowania           | Znak                            | do 1989                               | 1990                               | 1996                            |
| Miejsce stacjonowania           | Znak                            | Dywizja pancerna                      | Dywizja zmechanizowana             | Dywizja zmechanizowana          |
| ------------------------------- | ------------------------------- | ------------------------------------- | ---------------------------------- | ------------------------------- |
| Szczecinek                      |                                 | Dowództwo 20 DPanc                    | Dowództwo 2 DZ                     | Dowództwo 2 DZ                  |
| Wałcz                           |                                 | 49 Warszawski pułk zmechanizowany     | 6 pułk zmechanizowany              | 2 Brygada Zmechanizowana        |
| Stargard Szczeciński            |                                 | 24 Drezdeński pułk czołgów            | rozformowany                       |                                 |
| Czarne                          |                                 | 28 Saski pułk czołgów                 | 27 pułk zmechanizowany             | 13 Brygada Zmechanizowana       |
| Budowo                          |                                 | 68 pułk czołgów                       | 33 pułk zmechanizowany             | 12 Brygada Kawalerii Pancernej  |
| Budowo→ Stargard                |                                 | 36 Pomorski pułk artylerii            | 37 pułk artylerii                  | 30 pułk artylerii mieszanej     |
| Szczecinek                      |                                 | 26 dywizjon artylerii rakietowej      |                                    | 30 pułk artylerii mieszanej     |
| Choszczno                       |                                 | 7 dywizjon rakiet taktycznych         |                                    |                                 |
| Rogowo                          |                                 | 75 pułk artylerii przeciwlotniczej    | 99 pułk artylerii przeciwlotniczej |                                 |
| Szczecinek                      |                                 | 63 batalion łączności                 | 48 batalion łączności              | 2 batalion dowodzenia           |
| Stargard                        |                                 | 7 Warszawski batalion saperów         | 2 batalion saperów                 |                                 |
| Budowo→ Stargard                |                                 | 8 batalion rozpoznawczy               | 10 batalion rozpoznawczy           | 2 batalion rozpoznawczy         |
| Czarne                          |                                 | 20 batalion zaopatrzenia              | 2 batalion zaopatrzenia            | 2 batalion zaopatrzenia         |
| Czarne                          |                                 | 20 batalion remontowy                 | 2 batalion remontowy               | 2 batalion remontowy            |
| Szczecinek                      |                                 | 58 batalion medyczny                  | 19 batalion medyczny               |                                 |
| Czarne→ Stargard                |                                 | 63 kompania chemiczna                 | 21 kompania przeciwchemiczna       |                                 |
| Szczecinek                      |                                 | kompania ochrony i regulacji ruchu    |                                    |                                 |
| Szczecinek                      |                                 | 25 kompania dowodzenia szefa OPL      |                                    |                                 |
| Szczecinek                      |                                 | 33 bateria dowodzenia szefa artylerii |                                    |                                 |

## Żołnierze dywizji
| Dowódcy dywizji                           | Dowódcy dywizji |
| Stopień, imię i nazwisko                  | Czasokres       |
| ----------------------------------------- | --------------- |
| płk dypl. / gen. bryg. Aleksander Topczak | 1989–1992       |
| płk dypl. / gen. bryg. Zenon Werner       | 1992–1995       |
| płk dypl. / gen. bryg. Jerzy Kurczewski   | 1995–1996       |
| płk dypl. Andrzej Baran                   | 1996–1998       |